# Thayná Lemos
Thayná de Oliveira Lemos (ur. 14 września 2001) – brazylijska judoczka
Startowała w Pucharze Świata w 2022 i 2023. Złota medalistka igrzysk Ameryki Południowej w 2022 roku.